# Гейда, Ян
Ян Гейда (чеш. Jan Hejda; 18 июня 1978, Прага, Чехословакия) — бывший чешский хоккеист, защитник. Чемпион мира 2005 года.

## Карьера

### Клубная
С 1997 по 2003 играл в Чехии за пражскую «Славию». После победы в Экстралиге, летом 2003 года приехал в Россию, где выступал за ЦСКА (Москва) и «Химик»(Мытищи). В 2006 уехал в НХЛ, выступал за «Эдмонтон Ойлерз», «Коламбус Блю Джекетс». До 2015 года был игроком «Колорадо Эвеланш». Сезон 2015/2016 начал за клуб АХЛ «Лейк Эри  Монстерз», по ходу сезона принял решение о завершении игровой карьеры.

### Сборная Чехии
За сборную Чехии играл на Олимпийских играх 2010 года и на чемпионатах мира 2003, 2004, 2005, 2006, 2008, 2013 и 2015 годов.
В 2005 году на чемпионате мира в Австрии завоевал золотую медаль, через год стал серебряным призером мирового чемпионата в Риге.

## Достижения
- Чемпион Чешской экстралиги в составе «Славии» 2003
- Чемпион мира 2005.
- Серебряный призёр Чемпионата мира 2006.

## Статистика
- НХЛ - 637 игр, 135 очков (25+110)
- Чешская экстралига - 285 игр, 75 очков (30+45)
- Российская суперлига - 179 игр, 39 очков (8+31)
- Сборная Чехии - 114 игр, 15 очков (5+10)
- АХЛ - 16 игр, 3 очка (0+3)
- Всего за карьеру в сборной и клубах - 1231 игра, 267 очков (68+199)

## Личная жизнь
Женат, жена Тереза. У них двое детей: дочь Натали и сын Матьяш. Живет вместе с семьёй в Денвере.